# Inula schischkinii
Inula schischkinii là một loài thực vật có hoa trong họ Cúc. Loài này được Gorschk. mô tả khoa học đầu tiên năm 1955.